# Račice nad Trotinou
Račice nad Trotinou – gmina w Czechach, w powiecie Hradec Králové, w kraju hradeckim. Według danych z dnia 1 stycznia 2014 liczyła 159 mieszkańców.